# Église Sainte-Christine de Lena
L’église Sainte-Christine de Lena (en espagnol : Santa Cristina de Lena) se trouve à 34 km au sud d’Oviedo, près de Vega del Rey. Elle est perchée sur un piton offrant une vue panoramique sur la verdoyante vallée du Caudal, l'église Santa Cristina, datant de 852, laisse admirer de belles proportions et la chaude couleur de ses pierres.
Elle correspond probablement à l'ancienne fondation de San Pedro et San Pablo de Felgueres du VIIe siècle, et a très probablement une origine wisigothe , que Ramiro Ier (842-850) a restaurée.
Déclaré au Patrimoine mondial de l’Humanité, en décembre 1985.

## Architecture

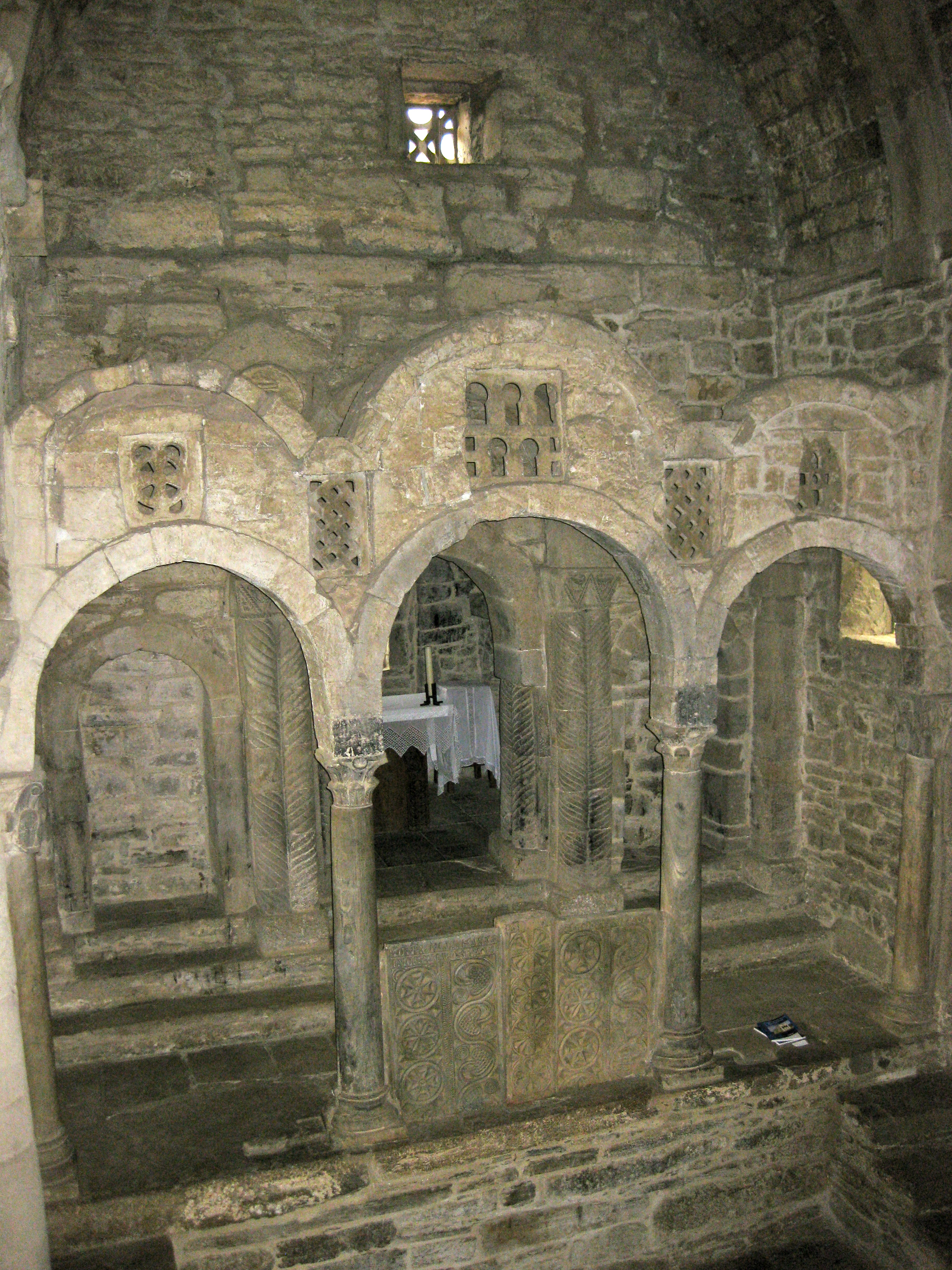
L'intérieur.

Ce petit édifice, au plan de croix grecque, inhabituel dans l'architecture asturienne, reste fidèle à la tradition : voûte en pierre, arcatures aveugles, chapiteaux pyramidaux soulignés de cordes, médaillons sculptés prolongeant les arcs doubleaux et, dans le chœur, colonnettes torsadées.
Elle se compose de cinq corps quadrangulaires, l’un d'eux, le plus grand, correspond à la nef, et les quatre saillant de chaque côté du bâtiment, dont un est le vestibule  - qui possède des petits compartiments latéraux, on suppose que ce sont des logements pour le repos nocturne de pèlerins -, les deux autres correspondent à des séjours pour le service de l’église et le quatrième la chapelle. Tous ces espaces sont couverts avec des voûtes en berceaux cintrées.
Les parois de la nef ont une arcature aveugle qui sans doute correspond à l'œuvre de Ramiro Ier, puisque son concept, sujets récréatifs et, même, plastique sculpturale, sont semblables à ceux de Santa María del Naranco.

## L’église
La nef est isolée du chœur nettement surélevé par un jubé dont les arcades superposées, formées par trois arcs de pierre sur quatre colonnes de marbre, accroissent l'impression d'équilibre.
Les bas-reliefs du chancel, sorte d'autel, sont des sculptures d'origine wisigothe, reconnaissables aux motifs, figures géométriques, feuilles, oiseaux, etc.… opportunément réemployées. On devine sur une des tranches une inscription en date de l'année 643, de l'ère hispanique où il est noté :
OFFERET FLAINVS ABBA = IN ONORE APOSTOLOR (um) D(e)I = S (an)C (t)OR (um) PETRI PAVLI
La chapelle est, elle aussi de plan wisigoth, on peut voir l'embryon rude et grossier de ce que pouvait être les arcatures aveugles dans les absides préromanes asturiennes.

## Protection
L'église fait l’objet d’un classement en Espagne au titre de bien d'intérêt culturel depuis le 24 août 1985.